# ササハギ
ササハギ（笹萩、学名：Alysicarpus vaginalis）は、マメ科ササハギ属の多年生草本。別名マルバタケハギ、ナガバササハギ。

## 特徴
長さ50 cm程度。茎は匍匐して地上に広がり、先の方は斜めに持ち上がる。
葉は単葉で形状に変化が多く、葉身は基部では円形に近く、上部では狭長卵形のように長くなる。葉長1–5 cm、幅1–1.5 cm。花は橙赤～紅紫色で、茎の先端に総状花序となり密につき、花弁は長さ約6 mm、ほぼ年中開花する。豆果（節果）は集まって束のようにつく。節果の関節部には表面に溝があり、内部に小節果ごとに膜状の仕切り（septa）がある。
近縁種にフシナシササハギAlysicarpus ovalifolius (Schumach.) J.Léonard があり、南大東島および西表島から知られる。豆果内部の膜状仕切りが無い点でササハギと識別可能とされる。

## 分布と生育環境
奄美大島以南の南西諸島。台湾、中国、アジア～アフリカの旧熱帯に広く分布。米国テキサス州～バージニア州の大西洋岸にも分布。海岸近くの原野、路傍、草地などに生育。

## 利用
土地改良用、土砂流出防止用、枝葉を飼料とするため栽培されることがある。薬用。

## ギャラリー

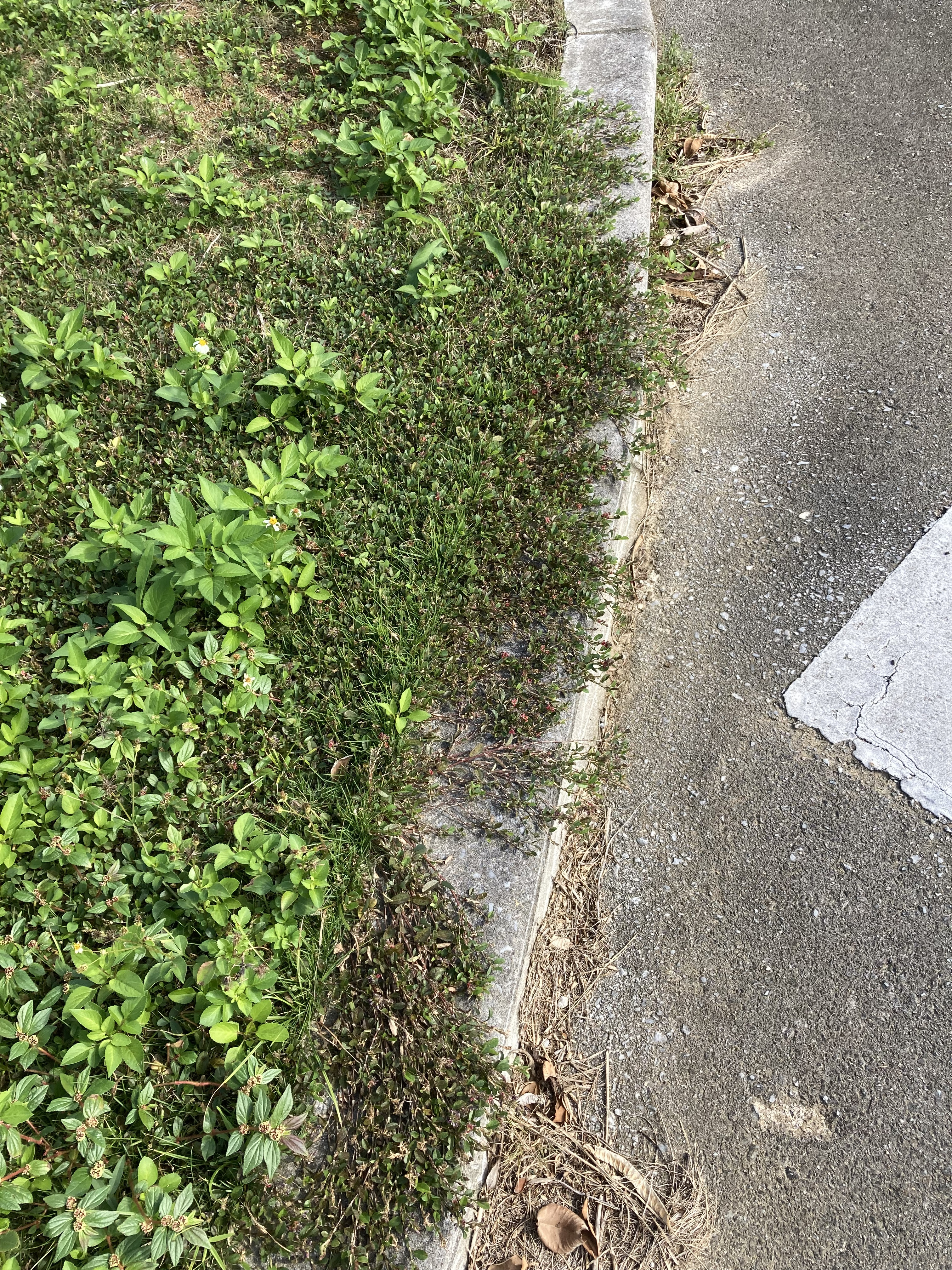
芝生に混生
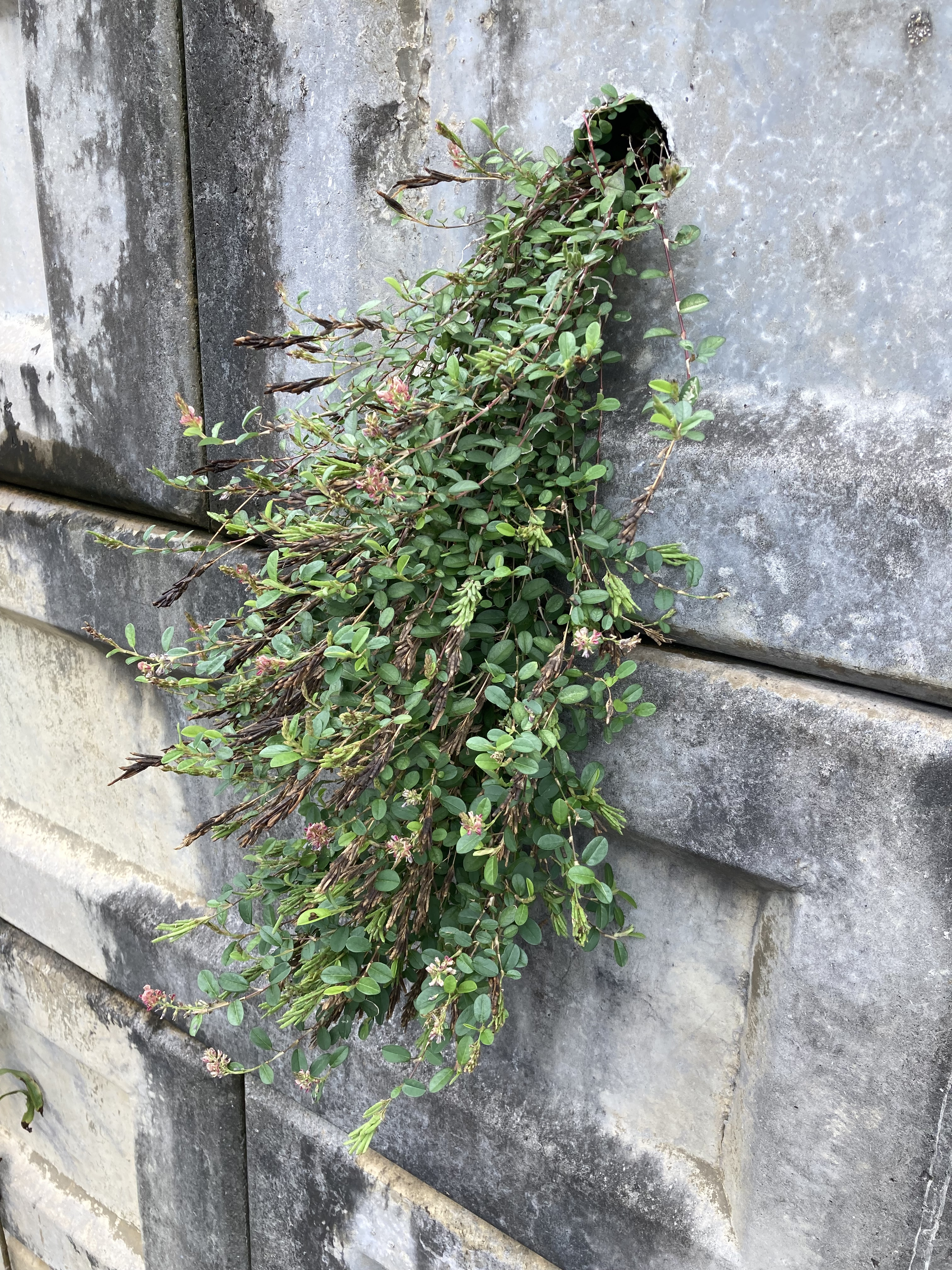
擁壁の水抜き穴に生育